# Pyronia aphrodite
Pyronia aphrodite är en fjärilsart som beskrevs av Arthur Francis Hemming 1934. Pyronia aphrodite ingår i släktet Pyronia och familjen praktfjärilar. Inga underarter finns listade.